# Камбиев Аслан Леонидович
Камбиев Аслан Леонидович (26.11.1975, Нальчик, Кабардино-Балкарская АССР) — российский режиссёр телевизионных программ. Лауреат премии ТЭФИ в категории «Просветительская программа».

## Биография
Родился в Нальчике в 1975 году. Окончил Школу-лицей № 2 Нальчика (с 2013 г. — МКОУ «Лицей № 2»). Дальнейшее образование получил в Университете дружбы народов им. Патриса Лумумбы по специальности «международная журналистика».

## Профессиональная деятельность
Работал режиссёром монтажа на телеканале «Наука 2.0», режиссёром на Метео-ТВ и НТВ-Утро. В 2015 году пришёл на НТВ в качестве главного режиссёра телевизионных проектов «Чудо техники», «Еда живая и мёртвая», «Крутая история с Татьяной Митковой». Кроме работы над еженедельными программами выступил режиссёром ряда документальных фильмов, выходивших в эфир на НТВ. Среди них были научно-популярные и документальные проекты.
В 2015 году Аслан Камбиев вместе со съёмочной группой и журналистом НТВ Вадимом Такменёвым проехал по самому длинному железнодорожному маршруту Евразии — от Португалии до Вьетнама. Об этой поездке был создан фильм «Большое путешествие с Вадимом Такменёвым».

## Профессиональное признание
В 2023 году программа телеканала НТВ «Чудо техники с Сергеем Малозёмовым», режиссёром которой был Аслан Камбиев, получила ТЭФИ в номинации «Просветительская программа».
В 2016, 2017, 2018, 2019 годах программа «Чудо техники» входила в шортлист национальной телевизионной премии ТЭФИ, но тогда проигрывала конкурентам.
В 2015 году фильм Аслана Камбиева «Вакцина от жира» попал в список претендентов на национальную кинопремию «Ника».
В 2015 году научное расследование «Соль и сахар. Смерть по вкусу» вошло в шорт-лист ТЭФИ в категории «Просветительская программа».

## Фильмография
- 2014 — Соль и сахар. Смерть по вкусу[7]
- 2015 — Вакцина от жира[8]
- 2015 — Большое путешествие с Вадимом Такменёвым[9]
- 2016 — Олег Лундстрем. Жизнь в стиле «Джаз»[10]
- 2017 — Муслим Магомаев. Возвращение[11]